# Mario Carrillo Zamudio
José Mario Carrillo Zamudio (Ciudad de México; 1 de febrero de 1956) es un exfutbolista y entrenador de fútbol mexicano. Trabaja como analista de fútbol en la cadena de deportes ESPN. 
Debutó en Primera División con Atlético Español (1977). Posteriormente fue jugador de Tigres (1977-1980), Neza (1980-1982), Oaxtepec (1983-1984), Puebla (1985-1986 y 1987-1988) y Ángeles de Puebla (1986-1987). Fue seleccionado nacional en los Juegos Olímpicos de Montreal en 1976. Carrillo ha dirigido clubes como el Puebla, el América, el Cruz Azul, Tigres de la UANL y Universidad Nacional.

## Director Técnico
Empezó su carrera como técnico el 1 de octubre, de 1999 dirigiendo al Puebla FC, y teniendo buenos resultados, llevando al equipo a disputar una semifinal. Más tarde, dirigió al Club América en el Apertura 2002, en sustitución momentánea de Manuel Lapuente. Con las Águilas tuvo un paso exitoso obteniendo una racha de victorias consecutivas, llegando a la liguilla como el gran favorito para ser campeón, sin embargo, fue eliminado en cuartos de final. Tras el regreso de Manuel Lapuente a la dirección técnica del América, Carrillo decide firmar con el Cruz Azul para el Torneo Clausura 2003, pero tras una racha de varias derrotas, la institución cementera decide cesarlo del cargo. En el Apertura 2012, reemplazó a Joaquín Del Olmo en la dirección técnica de los Pumas, sin embargo, tampoco logró concluir el torneo pues, en la jornada 15, fue cesado.

### Títulos

#### Clausura 2005
Luego de un tiempo de inactividad, para el Apertura 2004 regresó al América en sustitución de Oscar Ruggeri. Al torneo siguiente Clausura 2005 llevó al club a su décimo título en la era profesional, tras vencer 6-3 (7-4 marcador global) a Tecos de la UAG el 29 de mayo de 2005 en la cancha del Estadio Azteca. Por los locales descontaron Aarón Padilla al minuto 2 y 38, Claudio López al 4 y 89, Cuauhtémoc Blanco al 62 y Jesús Mendoza al 67. Por parte de los visitantes marcaron Eduardo Lillingston al 22, Carlos María Morales al 59 y un gran gol de Flavio Davino al minuto 86.

#### Campeón de Campeones
En el siguiente torneo, el equipo mantuvo un buen nivel terminando como líder general de la competencia y estableciendo el récord de más partidos sin derrota con 28 entre el Clausura 2005 y Apertura 2005, pero es eliminado sorpresivamente por los Tigres con una goleada de 4-1 en el Estadio Azteca en la fase de cuartos de final, provocando su polémica salida del conjunto americanista.
Meses después Carrillo fue contratado por los Tigres UANL, sin embargo no logró el éxito que se esperaba.
En 2008 fue designado director técnico del Puebla FC en lugar de José Luis Sánchez Solá, pero fue cesado al término del Apertura 2008 ya que tampoco lo acompañaron los resultados.

## Selección nacional
Fue auxiliar de Manuel Lapuente en la Selección Nacional durante la Copa del Mundo Francia 1998. Dirigió junto a Gustavo Vargas, dos partidos clase "A" a la selección mexicana en la Copa Carlsberg de 1999 en Hong Kong; esto, mientras Manuel Lapuente se encontraba con la selección sub-20 en la Copa del Mundo de Nigeria. Durante el proceso de Javier Aguirre como técnico de la Selección Nacional, Carrillo fungió como su asistente técnico, colaborando con él durante la Copa del Mundo Sudáfrica 2010.

## Clubes como entrenador
| Club              | País   | Año       |
| ----------------- | ------ | --------- |
| Puebla FC         | México | 1999-2001 |
| América           | México | 2002      |
| Cruz Azul         | México | 2003      |
| Puebla FC         | México | 2003      |
| América           | México | 2004-2005 |
| Tigres de la UANL | México | 2006-2007 |
| Puebla FC         | México | 2008      |
| UNAM              | México | 2012      |

## Palmarés

### Como entrenador
| Título               | Club    | Sede   | Año  |
| -------------------- | ------- | ------ | ---- |
| Primera División     | América | México | 2005 |
| Campeón de Campeones | América | México | 2005 |